# افعی ۷۴۶۴
سیارک ۷۴۶۴ (به انگلیسی: 7464 Vipera، نامگذاری:1987VB1) هفت هزار و چهارصد و شصت و چهارمین سیارک کشف شده‌است که در ۱۵ نوامبر ۱۹۸۷ کشف شد.
قدر مطلق سیارک برابر ۱۴.۱ است.